# Bulbophyllum exiguum
Bulbophyllum exiguum es una especie de orquídea epifita o litofita originaria de  	 Australia.

## Descripción
Es una orquídea de pequeño tamaño, con hábitos epifita o litofita que tiene un pseudobulbo surcado con una única hoja apical, erecta, elíptica a lanceolada estrecha ovalada. Florece en el verano hasta el otoño en una inflorescencia basal de 5 cm de largo, racemosa, con 2 a pocas flores que tienen una apertura simultánea. Esta especie requiere de altas temperaturas, lugares con sombra y mucha agua para crecer bien.

## Distribución y hábitat
Se encuentra en Queensland y Nueva Gales del Sur donde aparece en las selvas y bosques esclerófilos en árboles y rocas en alturas de hasta 1000 metros. c

## Taxonomía
Bulbophyllum exiguum fue descrita por Ferdinand von Mueller y publicado en Fragmenta Phytographiæ Australiæ 2: 72. 1860.
Etimología
Bulbophyllum: nombre genérico que se refiere a la forma de las hojas que es bulbosa.
exiguum: epíteto latino que significa "insignificante".
Sinonimia
- Adelopetalum exiguum (F.Muell.) D.L.Jones & M.A.Clem.
- Dendrobium caleyi A.Cunn.
- Dendrobium exiguum (F.Muell.) F.Muell.
- Dendrobium pygmaeum A.Cunn.
- Phyllorchis exigua (F. Muell.) Kuntze
- Phyllorkis exigua (F.Muell.) Kuntze[4][5]